# Kentucky Route Zero
A Cardboard Computer által fejlesztett és az Annapurna Interactive forgalmazásában megjelenő Kentucky Route Zero egy point-and-click interaktív kalandjáték, amit először 2011-ben mutattak be Kickstarteren, és öt részletben adtak ki, 2013 és 2020 között. Linuxon, Windowson és macOS-en fut, és a teljes történet „TV Edition” néven Nintendo Switch, PlayStation 4 és Xbox One konzolokon is játszható. 2022. december 13. óta Android és iOS készülékeken is elérhetővé tette a Netflix, 2023. augusztus 17-én pedig megjelent PlayStation 5-re és Xbox Series X/S-re.
A játékban a teherautósofőr Conwayt követjük, aki érdekes karakterekbe botlik, miközben a Kentuckyban található, misztikus Route Zerón utazgat, hogy egy antikvitás megbízásából leszállítsa utolsó csomagját. A Kentucky Route Zero vizuális világa, narratívája, karakterei, atmoszférája és témája miatt is számtalan pozitív elismerést kapott, illetve több listán emlegették „az évtized játékaként”.

## Játékmenet
A Kentucky Route Zero egy szövegcentrikus point and click játék, mely a klasszikus rejtvények és kihívások helyett inkább a történetmesélésre és atmoszférára helyezi a hangsúlyt. Egyesek „interaktív forgatókönyvként” jellemezték. A játékos a képernyőre kattintva Conwayt küldheti különböző helyekre, vagy kérheti, hogy lépjen interakcióba karakterekkel és tárgyakkal, illetve megadhatja, mit mondjon – erre alkalom adtán más karakterek esetében is lehetőség adódik. A játék több helyszínen játszódik, ezek közt Conway teherautón közlekedik - ilyenkor egy térképet nézve kell elnavigálni a teherautó ikont, a választott helyszínre. A játékos bizonyos pontokon más karaktereket is irányíthat.

## Történet
Conway egy teherautósofőr, aki a Lysette tulajdonában lévő antikvitásnak szállít termékeket. Lysette megbízza, hogy vigyen egy csomagot a Dogwood Drive 5-be. Conway a Kentucky-i 65-ös úton keresi a címet, hű társával, kutyájával, akinek a játékos választhat nevet. Egy ponton belátja, eltévedt, és úgy dönt, leparkol az Equus Oils benzinkútnál.

### Act I (első felvonás)
Conway megérkezik az Equus Oils kúthoz, ahol találkozik egy idős férfival, Joseph-fel, a hely tulajdonosával, aki elárulja, hogy csakis a misztikus Route Zerón át juthat el a Dogwood Drive-ra. Majd közli, hogy elment az áram, de, ha meg tudja javítani a biztosítékot, a számítógépén kikeresheti a pontos útvonalat. Conway lemegy a benzinkút alagsorába, itt találkozik három emberrel, akik egy ismeretlen játékkal játszanak, és levegőnek nézik őt. Miután megtalálja elveszett 20-oldalú dobókockájuk, a figurák eltűnnek, így pedig hozzáfér a kapcsolótáblához. Mikor Josephnél említést tesz az eltűnt emberekről, ő csak legyint, hogy biztos képzelődött. Conway a számítógépen kikeresi, hogy juthat el a Márquez farmra, Weaver Márquezhez, aki jobban ismeri a környéket. Mielőtt Conway elindulna, Joseph közli vele, hogy berakott egy tévét a kocsijába, amit Weavernek küld. Conway átautózik a Márquez farmra, itt találkozik Weaverrel, aki találós kérdéseket tesz fel neki, majd Conway rákérdez, hogy juthatna el a Route Zeróra. Weaver megkéri, dugja be a tévét, Conway pedig különös látomásba merül a képernyőn, egy furcsa farmról. Mikor felébred, Weaver mesél neki unokatestvéréről, a tévészerelő Shannonról, elárulja, hol a Route Zero, végül eltűnik.
Conway megérkezik az elhagyatott Elkhorn bányához. Itt megtalálja Shannon Márquezt, aki épp keres valamit. Conway segít Shannonnak eljutni a bánya mélyére, miközben hangosbemondóval igyekszik bemérni az alagutak hosszát és mélységét. A hanghullámok hatására a bánya egy része beomlik és Conway lába lesérül. Shannon navigálja őket tovább, közben mesél a hely tragikus sorsáról; egy ár következtében számos bányász veszítette itt életét. Ha eloltják a lámpát, bolyongó bányászok szellemei bukkannak fel a barlangokban. Mielőtt kikeverednének, Shannon - magára hagyva Conwayt - messzebb vándorol, rábukkan egy rakás bányászsisakra, majd visszamegy, de a látottakról hallgat. Conway és Shannon átmennek Shannon műhelyébe, majd vissza, a Márquez farmra, ahol Shannon elárulja Conway-nek, hogy a Márquez család tartozásai miatt Weaver elköltözött. Miközben Shannon a tévén dolgozik, Conway a képernyőt vizslatja, amin ismét feltűnik a különleges farm, majd morfolódni kezd és meglátjuk rajta a Zerót, ahogy száguld rajta a teherautó.

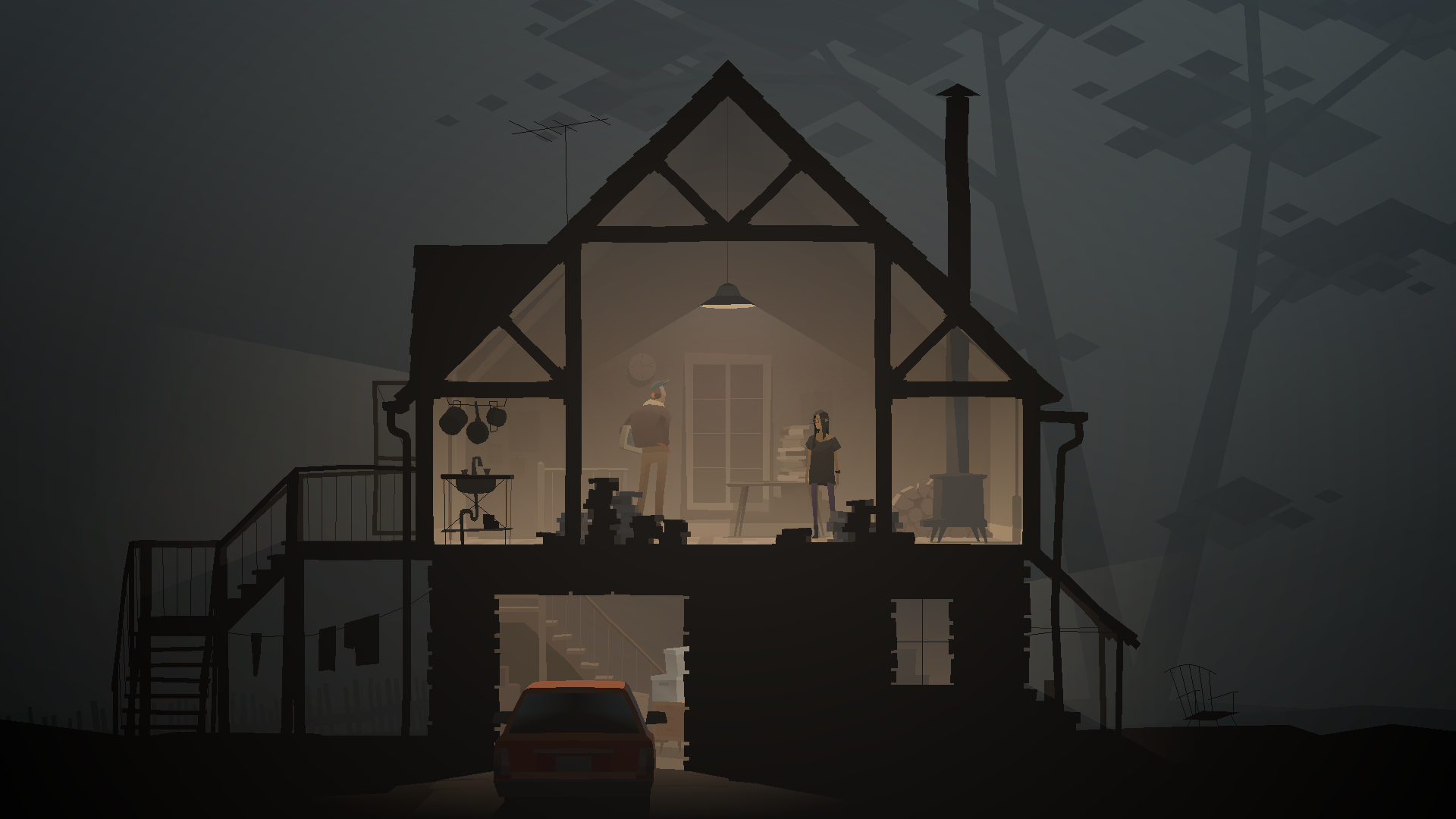
Marquez farm

### Act II (második felvonás)
A második felvonás bevezetővel indul, melyben egy Lula Chamberlain nevű művész - kinek munkái szerepelnek a Kentucky Route Zero ’Limits & Demonstrations’ bónusz kontentjében – elutasítólevelet kap a Gaston Trust for Imagined Architecture-től. Chamberlain ezek után átkutat egy rakás térátalakítási ajánlatot, köztük egy kosárlabdapálya kutyaóllá való átalakítási tervét.
A bevezetőt követően visszatérünk Conwayhez, Shannonhoz és Conway kutyájához, akik megérkeznek egy hatemeletes épülethez, a Bureau of Reclaimed Spaces-hez. A hallban tájékoztatják őket, hogy „elnyelési engedélyt” kell kérvényezniük, amennyiben a Dogwood Drive címére kíváncsiak. A recepciós Lula Chamberlainhez irányítja őket, aki jelenleg a hivatal főtitkára. Pár félreigazítást követően végül megtalálják Lulát, aki elárulja nekik, hogy a keresett információt egy kieső, régi templom területén lévő raktárépületben találják, Conwaynek pedig azt tanácsolja, keresse fel dr. Trumant a lábával. A raktárban Conway hobbikról társalog az épület felügyelőjével, és meghallgat egy előre felvett prédikációt a kemény munka előnyeiről. Eközben Shannon megtalálja, amiért jöttek. Mikor kilépnek az épületből, Conway összeesik és hallucinálni kezd az Elkhorn bányáról. Shannon úgy dönt, előbb mindenképp dr. Trumanhez kell menniük, hogy ellássa Conway lábát.

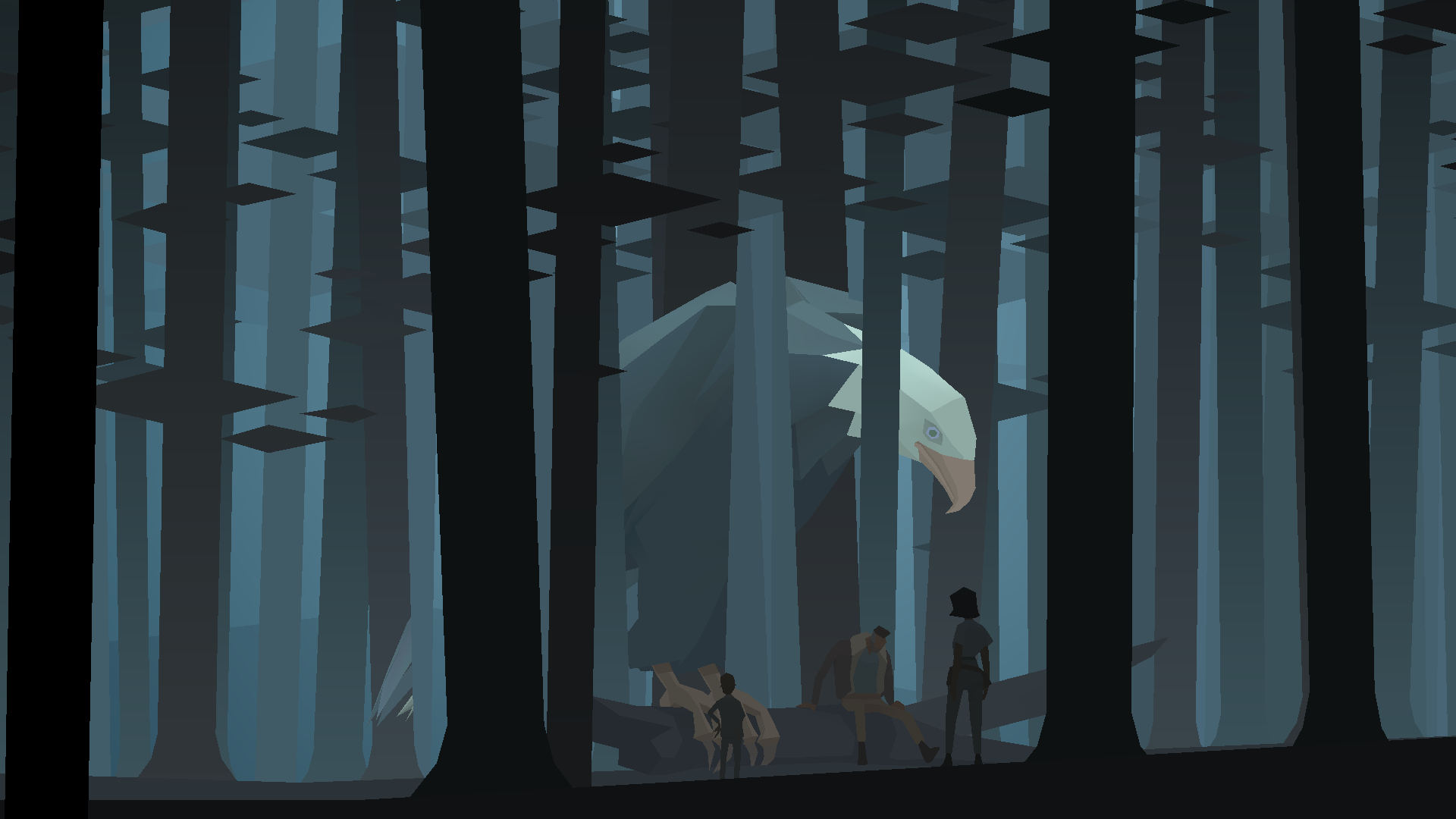
Julian, a sas

Mikor visszatérnek, a hivatal recepciósa közli velük, hogy dr. Trumant országút menti házában találják. A társaság elhagyja a Zerót és visszatérnek a felszínre, hogy megkeressék az orvost, kinek háza helyén ma a Museum of Dwellings áll. Múzeumlátogatás közben belebotlanak Ezrába, a fiatal fiúba, aki állítása szerint egy Julian nevű hatalmas sas testvére. Tőle megtudják, hogy az orvos átköltözött az erdőbe, és felajánlja nekik, hogy Juliannel odarepteti őket. Így is tesznek, átszelik a különös, illuzórikus erdőt, majd leszállnak. Conway állapota közben egyre romlik, Shannon segít neki elvánszorogni dr. Truman házához. Az orvos megállapítja, hogy sérülése súlyos, de gyógyítható, és felír Conwaynek egy Neurypnol TM nevű érzéstelenítőt. A második felvonás végén Conway számára - a gyógyszer hatása alatt – minden elsötétül, a ház falai eltűnnek, és láthatóvá válik a mögöttük rejlő erdőség.

### Act III (harmadik felvonás)

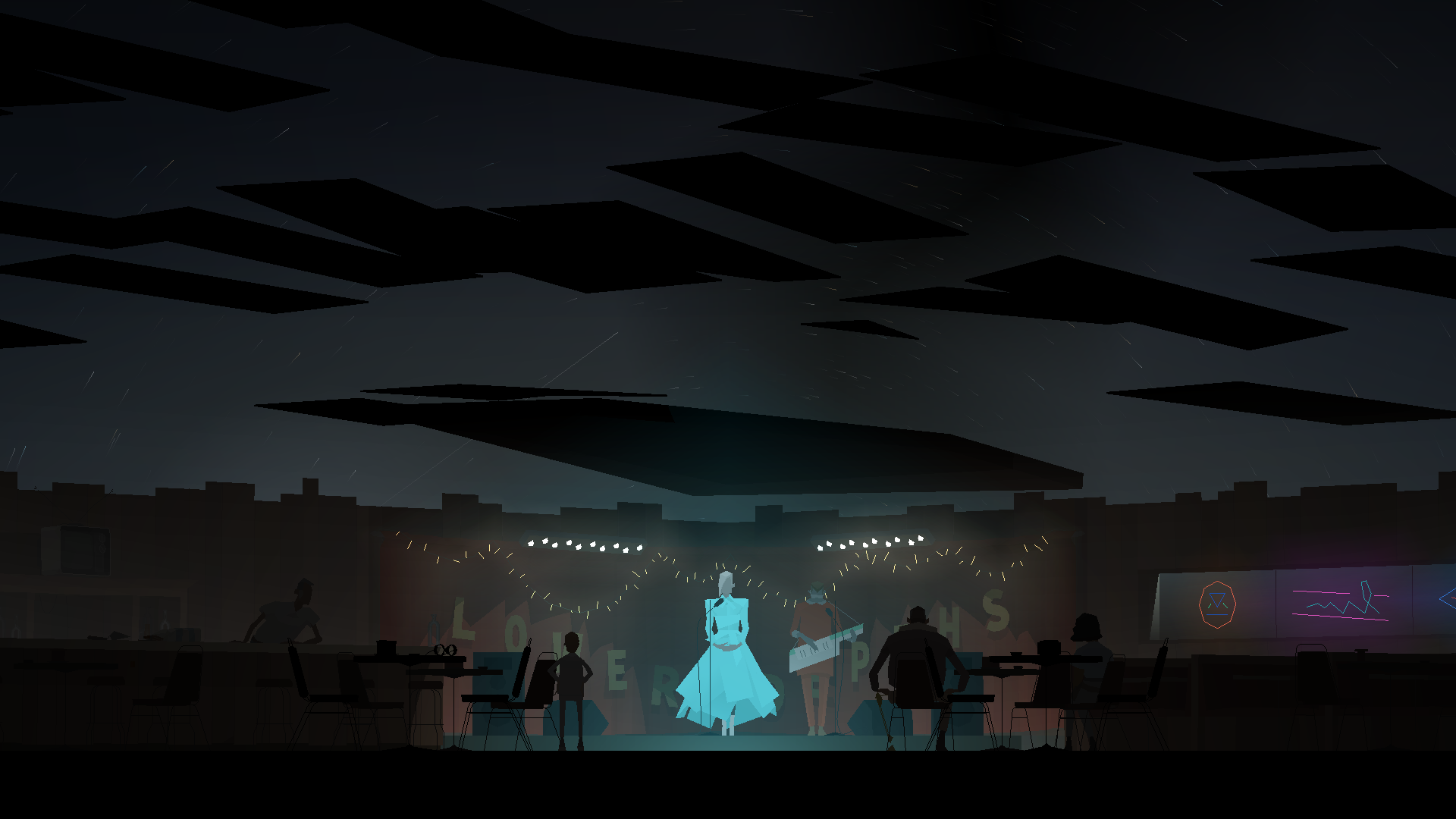
Lower Depths bár

A harmadik felvonás elején Conway egy korábbi, Lysette-el folytatott beszélgetésről álmodik, mely során megemlékeznek a Lysette fiával, Charlieval történt tragikus eseményekről, majd Lysette megkéri Conwayt, hogy szállítsa le a régiségbolt utolsó csomagját. Conway gyógyszerittas álmából arra ébred dr. Truman házában, hogy sérült lábát időközben lecserélték egy sárgásan fénylő, különleges, csontvázszerű végtagra. Visszatérnek a múzeumhoz, melyről kiderül, hogy este zárva tart, így hát Conway, Shannon és Ezra beszállnak a teherautóba, Lula Chamberlain után kutatva. Kis idő után lefulladnak, s míg Shannon vontatót hív, oldalkocsis motorral elhajt mellettük a zenészpáros, Johnny és Junebug, akik szóba elegyednek velük, majd felajánlják, segítenek megjavítani a kocsit, ha elugranak meghallgatni őket a Lower Depths bárba. A csapat elfogadja az ajánlatot, a bárban pedig Harry, a pultos eligazítást ad nekik a Route Zeróhoz. A fellépés után Johnny és Junebug csatlakoznak Conwayékhez.

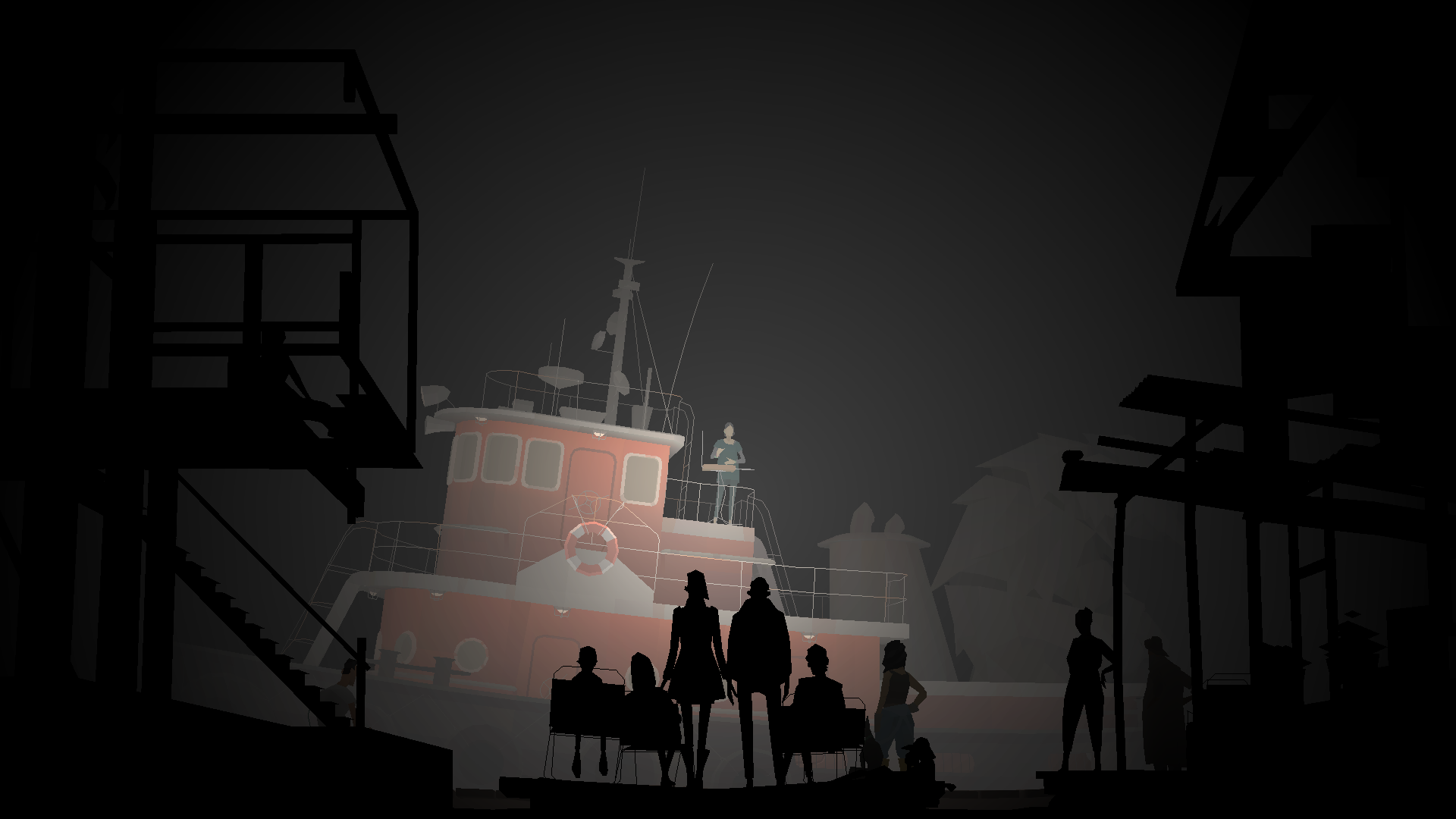
Mucky Mammoth vontatókomp

A Zerónál egy hatalmas barlangban találják magukat, melyben egy kőtorony nyúlik az ég felé. Ez a Hall of the Mountain King, ahol egy rakás elhagyatott, régi elektronikai eszköz áll halomban, s egy részük lángokban ég. Találkoznak egy idős férfival, Donalddal, aki egy „penészes számítógéppel” foglalatoskodik, melyben egyre nő a fekete penész, és egy Xanadu nevű szimulációs szoftvert futtat. Donald állítása szerint ezt valamikor Lulával tervezték, aki réges-rég elment, de talán a Xanadu segítségével megtalálják. A szoftver azonban meghibásodott, amiről Donald szerint az „idegenek” tehetnek, így hát a kis csapat kénytelen ellátogatni a "Helyre, ahonnan az idegenek származnak" (Place Where the Strangers Come From), hogy segítsenek megjavítani. Conway és Shannon képen kívül beszélnek az idegenekkel, majd visszautaznak a barlangba, megjavítják a Xanadut, és kiderítik, merre van Lula - aki Donald segítségével rájön, hogy kell eljutni a Dogwood Drive-ra, és megüzeni a csapatnak, hogy találkozzanak a hivatalban.
Lula eligazítja Conwayt; fel kell szállniuk egy kompra, ami lecsorog velük a folyón. A kompra várva Conway mesél az idegenekkel való találkozásról. Shannonnal beszálltak egy rejtett liftbe, amivel leereszkedtek egy földalatti whiskey lepárlóba. Itt fénylő csontvázakkal találkoztak, akik erősen emlékeztették őket Conway új lábára. A gyárban Conwayt befogják futárnak; ráveszik, hogy beleigyon egy méregdrága whiskey-be, amit kénytelen fuvarozással ledolgozni. A harmadik felvonás a komp érkezésével ér véget.

### Act IV (negyedik felvonás)

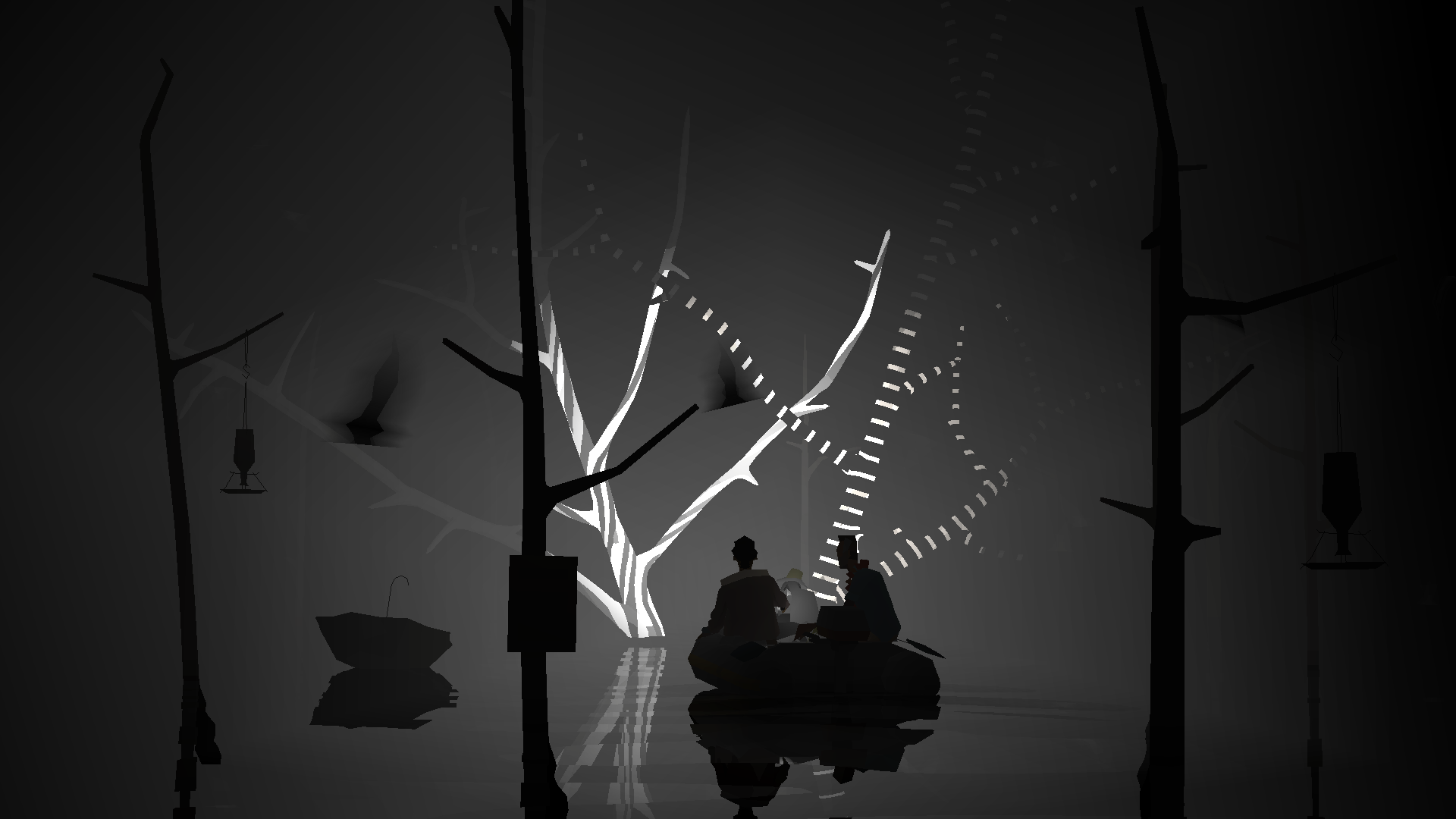
Denevérmenhely

A negyedik felvonás a Mucky Mammoth vontatókomp fedélzetén és az Echo-folyón zajlik. Conway, Shannon, Ezra, Johnny és Junebug a hajó kapitányával Cate-tel, asszisztensével, Willel és egy utassal, a tereminen játszó Clarával szelik a habokat. Több helyen is kikötnek – egy lebegő benzinkútnál, a Rum Colony tiki bárban, egy vízparti telefonfülkénél, a Ravansky Pszichológiai Kutatóközpontnál és egy ciprus-borította szigeten, ahol ehető gomba nő. Cate-nek el kéne juttatnia egy csomagot egy elárasztott vonatalagútban lévő telefonközpontba, de félő, hogy a vontatóhajó megzavarná az arra található denevérmenhelyt, ezért Conway és Shannon csónakba szállva maguk indulnak el a csomaggal. Útközben elhaladnak egy emlékmű mellett, amit az Elkhorn bányaszerencsétlenség emlékére építettek, majd a denevérmenhelyen is áthajóznak. Conway, aki időközben elkezdett inni, és egyre vállalhatatlanabbul viselkedik, meglát egy fénylő csontvázakkal teli hajót, és megjegyzi, hogy többször is felbukkantak már a folyón. Shannonnak azt mondja, szeretne elszegődni a lepárlóhoz, és ráhagyná teherautóját - ezt Shannon ellenzi. A csomagot leszállítja Poppy-nak, az utolsó telefonosnak, majd visszatérve a csónakhoz konstatálja, hogy Conway csontvázzá változott, átszállt egy hajóra, két másik csontvázzal, és eltűnt.
Shannon egyedül folytatja útját a folyón, és Sam & Ida haléttermében csatlakozik a vontatóhajó legénységéhez és utasaihoz. Étkezés közben elbeszélgetnek a tulajdonosokkal, majd átmennek egy lakóhajókkal benépesített helyre, ahol Clara tereminjén ad koncertet. Utolsó állomásuk a Late Reflections siló. Itt Shannon, Clara, Johnny, Junebug és Ezra kiszállnak, és viszik magukkal Conway teherautóját. Nincs egyenes út, ami a silótól a felszínre vezetne, Shannon viszont magára vállalja, hogy leszállítja Conway utolsó csomagját a Dogwood Drive-ra.

### Act V (ötödik felvonás)

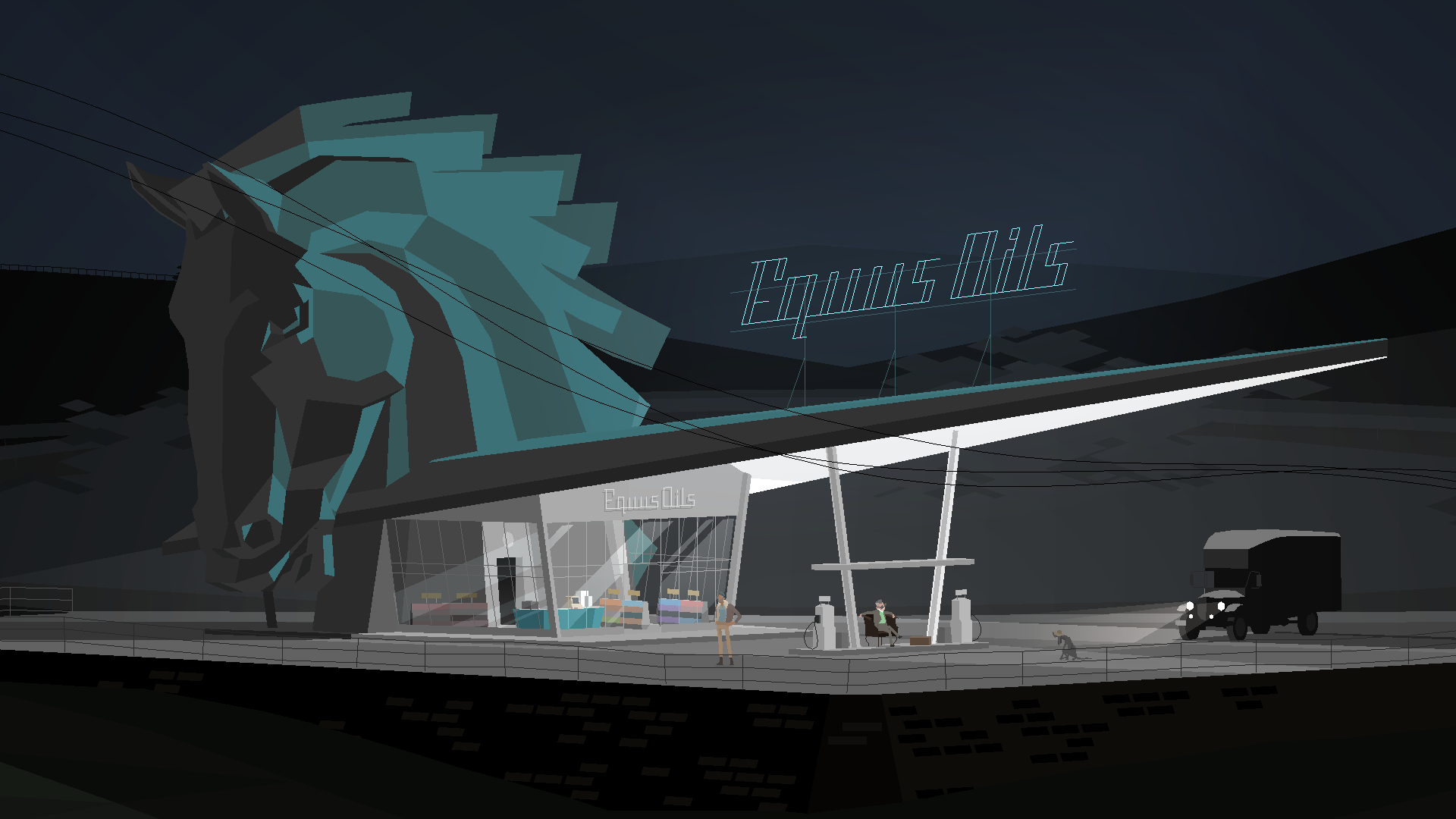
Equus Oils benzinkút

Az ötödik felvonás előtt Shannon és útitársai kipakolnak mindent Conway kocsijából a siló tetejére, amiről kiderül, hogy egy kis faluban lévő domb közepén álló kút. Megérkeztek a Dogwood Drive 5-be. A ház új, érintetlen, a körülötte lévő falut azonban elmosta az ár, míg hőseink a föld alatt, a Route Zerón és az Echo-folyón utaztak. A csapat tagjai beszédbe elegyednek a helyi lakosokkal, akik mesélnek nekik a falu történetéről és nevezetességeiről; a temetőről, könyvtárról, gofriétteremről, hangárról, leszállópályáról és a televíziócsatornáról. Az utazók és a helyiek is azon morfondíroznak, vajon maradjanak-e újjáépíteni a közösséget, vagy inkább hagyják el a falut, egy jobb jövő reményében. Egy helyi lakos, Ron sírt ás a „szomszédoknak”, két lónak, akik meghatározó szerepet játszottak a falu életében, és megfulladtak az árvízben. Rögtönzött szertartást tartanak a lovak tiszteletére; Nikki (szintén helyi lakos) elszaval egy verset, Emily pedig elénekli az „I'm Going That Way” című dalt. Az utolsó képet Shannonról és csapatáról látjuk, ahogy a csomagok leszállítását követően a házban gyülekeznek.

## Fejlesztés
A fejlesztés kezdeti fázisában a tervezőkre Gabriel García Márquez, Flannery O'Connor és David Lynch munkássága hatott. Ezen kívül színházi művek szövegkönyveit tanulmányozták, melyek segítségükre voltak a karakterek megformázásában, párbeszédek megírásában, a környezet megtervezésében és a térhez való viszonyban, fényelésben és mozgásban. A játékot a Unity game engine-ben gyártották.
Az eredetileg Linuxra, Windowsra és OS X-re tervezett, de Nintendo Switchen, PlayStation 4-en és Xbox One-on is futó játékot az Annapurna Interactive adta ki „TV Edition” címmel, az utolsó felvonás megjelenését követően. Az utolsó felvonás frissített verziója rövid intermezzokat és egyéb kiegészítőket tartalmazott, mint például Steam-achievementek, illetve a játék francia, olasz, német, spanyol, orosz, koreai és japán fordítása.

## Fogadtatás
| Játék                           | Metacritic                                     |
| Kentucky Route Zero – Act I     | 81/100                                         |
| Kentucky Route Zero – Act II    | 82/100                                         |
| Kentucky Route Zero – Act III   | 91/100                                         |
| Kentucky Route Zero – Act IV    | 90/100                                         |
| Kentucky Route Zero: TV Edition | PC: 86/100 NS: 87/100 PS4: 88/100 XONE: 87/100 |

A Kentucky Route Zerot piedesztálra emelték a kritikusok. A GameSpot szerint „elég gyönyörű és misztikus ahhoz, hogy magával ragadjon”, az IGN azt írta, „tökéletes példája annak, mitől is olyan különleges médium a videójáték”. A PC Gamer elmondása szerint „más kalandjátékok hagyják, hogy mi rendelkezzünk a karakterek sorsa felett; sikerre vagy kudarcra ítéljük őket. A Kentucky Route Zero inkább arra ösztönöz, hogy belső világukat határozzuk meg – ezáltal magunkét is. Roppant hangulatos, gyönyörű point-and-click mű, mely olykor érthetetlen és zavarba ejtő.” A The A.V. Club szerint „a KRZ egy valódi mestermű, amiről a kritikusok évek óta ódákat zengnek”, és „mindenképp ajánljuk azoknak, akiket érdekel a történetmesélés, az egzisztenciális misztikum és, hogy a művészet miképp reflektál a sivár, kiüresedett világra”.
A Rock, Paper, Shotgun 2013-ban az év játékának kiáltotta ki, és számos „A 2010-es évek legjobb játékai” listán szerepelt.
Jelölték „Játékok a változásért” kategóriában, a 2020-as The Game Awardson, illetve „Legjobb forgatókönyv” kategóriában, a 2021-es Nebula Awardson. A Kentucky Route Zero: TV Editiont a 2021-es BAFTA Games Awardson jelölték Narratíva-díjra, és elnyerte a Legjobb eredeti ötlet-díjat.

## Fordítás
Ez a szócikk részben vagy egészben  a   Kentucky Route Zero című angol Wikipédia-szócikk ezen változatának fordításán alapul.  Az eredeti cikk szerkesztőit annak laptörténete sorolja fel. Ez a jelzés csupán a megfogalmazás eredetét és a szerzői jogokat jelzi, nem szolgál a cikkben szereplő információk forrásmegjelöléseként.